# In My Country
In My Country, talvolta conosciuto come Country of My Skull, è un film sull'apartheid in Sudafrica uscito nel 2004 e diretto da John Boorman con Samuel L. Jackson e Juliette Binoche. La sceneggiatura, scritta da Ann Peacock, è basata sulle memorie di Antjie Krog, Terra del mio sangue.
Nel dicembre del 2003 In My Country venne proposto in anteprima a Nelson Mandela, al quale piacque molto, e per questo decise di contribuire alla promozione del film.

## Trama
Il giornalista americano del Washington Post Langston Whitfield viene mandato in Sud Africa per eseguire un reportage sulla Commissione per la Verità e la Riconciliazione, istituita nel 1996 dal governo Mandela. Qui conosce la giornalista e poetessa afrikaans Anna Malan che effettua il reportage per conto della radio di stato sudafricana e per la National Public Radio americana.
I due seguono assieme i lavori della Commissione per la Verità e la Riconciliazione il cui compito non è di punire ma di far emergere i crimini commessi negli anni della segregazione razziale per poter denunciarli senza spargimento di sangue. Durante le sedute della commissione le vittime di sevizie e torture perpetrate durante l'Apartheid sono chiamate a raccontare i soprusi subiti. I poliziotti ed i torturatori partecipano alle udienze e confessando i loro crimini e dichiarandosi pentiti ottengono l'amnistia.
Durante il reportage i due hanno modo di rendersi conto della mostruosità delle violazioni dei diritti commessi e sono colpiti dalle macabre torture e sevizie a cui erano sottoposti i discriminati. L'americano è attratto e respinto al contempo da Anna: lei è una bianca e quindi appartiene agli oppressori ma lo attrae come donna e come personalità progressista. Fra i due nasce una storia molto tormentata.
Durante il reportage, Langston conduce una propria indagine, venendo a contatto con il colonnello De Jager, un ex militare accusato di alcune delle peggiori atrocità, che decide di collaborare con lui (pur disprezzandolo in quanto nero e pur rivendicando con orgoglio tutte le atrocità commesse a suo dire necessarie per proteggere il suo paese) nella speranza di poter beneficiare anche lui della amnistia. De Jager permette a Langston di rintracciare una fattoria nella quale venivano praticate sevizie che consente di dimostrare il coinvolgimento di alcuni ufficiali generali. L'amnistia gli viene però rifiutata in quanto i suoi atti sono stati sproporzionati persino rispetto agli ordini ricevuti ed una Corte di Città del Capo ne stabilisce l'imputazione per 63 omicidi.
Al termine dell'udienza Anna gli chiede come potesse ritenere giuste le atrocità che commetteva e lui gli rivela che anche il fratello di lei era stato uno dei torturatori. Anna affronta allora il fratello che dopo le dice di aver fatto tutto quello che ha fatto per permettere alla sua famiglia ed anche a lei di dormire tranquilli. Subito dopo il fratello di Anna si suicida. Al termine delle udienze della commissione Langston ed Anna si salutano. Il film finisce con Langston che ritorna in America e si riunisce insieme alla sua famiglia alla quale racconta ciò che gli era stato insegnato nel Sud Africa.

## Accoglienza
Nelson Mandela vide la pellicola in anteprima nel dicembre 2003 e la apprezzò a tal punto da voler contribuire personalmente alla sua promozione.
(Nelson Mandela)
Mentre si pensava che il film avesse "il cuore e la politica al posto giusto", The Washington Post lo descrisse come una "formula sentimentale", in cui Binoche fallisce con l'accento afrikaans e il personaggio di Jackson mancava di credibilità come giornalista del Post. Il film ha anche ricevuto molte critiche per l'inclusione di una storia d'amore e per la sua rappresentazione di sudafricani neri.
Il film ha incassato un totale di 1 491 434 $.

### Riconoscimenti
- 2004 - Festival di Berlino
  - Diamond Award for Peace[5]